# 八馬直佳
八馬 直佳（はちうま なおよし、1946年1月14日 - ）は、元東宝常務取締役、元東宝不動産代表取締役社長。兵庫県出身。

## 来歴・人物
1968年に早稲田大学政経学部を卒業と同時に東宝に入社。2000年に取締役、2003年に常務取締役、2004年に東宝不動産代表取締役副社長を経て、2005年5月27日に社長に昇格。
フジテレビ情報制作局ディレクター（元同局アナウンサー）の八馬淳也は甥。

## 代表作
- 2001年　-　「名探偵コナン 天国へのカウントダウン」、「ウォーターボーイズ」、「冷静と情熱のあいだ」、「犬夜叉 時代を越える想い」
- 2002年　-　「名探偵コナン ベイカー街の亡霊」、「模倣犯」、「猫の恩返し」、「トリック劇場版」、「犬夜叉 鏡の中の夢幻城」
- 2003年　-　「名探偵コナン 迷宮の十字路」、「犬夜叉 天下覇道の剣」
- 2004年　-　「名探偵コナン 銀翼の奇術師」